# مترو إكسودس
مترو إكسودس (بالإنجليزية: Metro Exodus)‏ هي لعبة فيديو من منظور الشخص الأول من تطوير فور أيه غيمز ونشر ديب سيلفر. وهو الجزء الثالث من سلسلة ألعاب « مترو » المبنية عن روايات من تأليف دميتري غلوخوفسكي، وقد صدرت اللعبة بتاريخ 15 فبراير 2019.